# Schouweiler vasútállomás
Schouweiler vasútállomás Luxemburgban, Dippach településen található.

## Vasútvonalak
Az állomást az alábbi vasútvonalak érintik:
- 70-es vasútvonal

## Kapcsolódó állomások
A vasútállomáshoz az alábbi állomások vannak a legközelebb:
- Dippach-Reckange vasútállomás
- Bascharage-Sanem vasútállomás